# Kuwait
Kuwait (arabisk: دولة الكويت; Dawlat al-Kuwait, officielt Staten Kuwait - i ældre danske kilder også benævnt Koweit) er et land i Mellemøsten, der ligger ved den Persiske Bugt mellem Irak og Saudi-Arabien. Det har et areal på 17.818 km2
og et befolkningstal på 4.464.000 (2020) indbyggere. Udover ørken er der enorme olieressourcer i landet.

## Geografi
Kuwait befinder sig i nordøsthjørnet af Den arabiske halvø og er arealmæssigt et af de mindste lande i verden. Landet ligger mellem breddegraderne 28° og 31° N, og længdegraderne 46° og 49° Ø. Den flade arabiske ørken dækker størstedelen af Kuwait. Landet ligger generelt lavt, med det højeste punkt 306 meter over havet. Landet har ni øer, af disse er kun Failakaøen beboet. Med et areal på 860 km² er Bubiyanøen den største ø i Kuwait og er forbundet med resten af landet med en 2.380 m lang bro. Landområdet er dyrkbart og spredt vegetation findes langs den 499 km lange kystlinje. Kuwait by ligger i Kuwaitbugten, en naturlig dybvandshavn.
Kuwait har nogen af verdens rigeste oliefelter, Burganfeltet har en total kendt kapacitet på omkring 70 milliarder fad olie. Gennem Kuwaits oliebrande i 1991 blev der dannet mere end 500 oliesøer, som dækkede et samlet areal på omkring 35,7 km². Den følgende jordforurening fra olien og soden har gjort de østlige og sydøstlige områder af Kuwait ubeboelige. Sand og forurening efter olieudvindingen har givet store dele af Kuwaitørkenen en semi-asfalt overflade. Oliesølet under Golfkrigen havde også effekt på Kuwaits marine ressourcer.

### Klima
Forårssæsonen i marts er varm og mild med tordenstorme ind imellem. De almindelige vinde fra nordvest er kolde om vinteren og foråret, og varme om sommeren. Vinde fra sydøst, sædvanligvis varme og fugtige, dukker op mellem juli og oktober, varme og tørre vinde fra syd dukker op om foråret og tidlig sommeren. Shamal, en nordvestlig vind, som er normal i juni og juli, forårsager dramatiske sandstorme.
| Vejr for Kuwait City, Kuwait                                                                   | Vejr for Kuwait City, Kuwait | Vejr for Kuwait City, Kuwait | Vejr for Kuwait City, Kuwait | Vejr for Kuwait City, Kuwait | Vejr for Kuwait City, Kuwait | Vejr for Kuwait City, Kuwait | Vejr for Kuwait City, Kuwait | Vejr for Kuwait City, Kuwait | Vejr for Kuwait City, Kuwait | Vejr for Kuwait City, Kuwait | Vejr for Kuwait City, Kuwait | Vejr for Kuwait City, Kuwait | Vejr for Kuwait City, Kuwait |
|                                                                                                | Jan                          | Feb                          | Mar                          | Apr                          | Maj                          | Jun                          | Jul                          | Aug                          | Sep                          | Okt                          | Nov                          | Dec                          | År                           |
| ---------------------------------------------------------------------------------------------- | ---------------------------- | ---------------------------- | ---------------------------- | ---------------------------- | ---------------------------- | ---------------------------- | ---------------------------- | ---------------------------- | ---------------------------- | ---------------------------- | ---------------------------- | ---------------------------- | ---------------------------- |
| Gennemsnitlig maks °C                                                                          | 19,5                         | 21,8                         | 26,9                         | 33,9                         | 40,9                         | 45,5                         | 46,7                         | 46,9                         | 43,7                         | 36,6                         | 27,8                         | 21,9                         | 34,3                         |
| Gennemsnitlig min °C                                                                           | 8,5                          | 10                           | 14                           | 19,5                         | 25,4                         | 28,9                         | 30,7                         | 29,5                         | 26,2                         | 21,5                         | 14,5                         | 9,9                          | 19,9                         |
| Gennemsnitlig nedbør mm                                                                        | 30,2                         | 10,5                         | 18,2                         | 11,5                         | 0,4                          | 0                            | 0                            | 0                            | 0                            | 1,4                          | 18,5                         | 25,5                         | 116,2                        |
| Kilde (2016): World Meteorological Organization (temperature and rainfall 1994–2008) (engelsk) |                              |                              |                              |                              |                              |                              |                              |                              |                              |                              |                              |                              |                              |

## Demografi
I Kuwait er der, udover den oprindelige befolkning som udgør 45 % af befolkningen, en del indvandrere. De kommer dertil på grund af olieindustrien. Indvandrerne kommer hovedsageligt fra Saudi-Arabien, Indien, Iran og Pakistan. Befolkningstætheden er stor, da det er svært at bo inde i ørkenen. Indvandrerne har svært ved at blive kuwaitiske, fordi kravene til statsborgerskab er skrappe. Derfor er 3,3 millioner fastboende mennesker i landet ikke af kuwaitisk statsborgerskab.
Befolkningens gennemsnitsalder er 25,9 år.

### Etnisk fordeling
Omkring 80% af Kuwaits befolkning er arabere; de ikke-kuwaitiske arabere består af en stor gruppe egyptere og statsløse arabere, lokalt kaldet Bidoon. Andre store grupper af gæstearbejdere er indere, bangladesher, pakistanere og filippinere. Kuwait havde tidligere en stor palæstinensisk befolkning, men de fleste af dem blev udvist efter Yassir Arafats støtte til Irak under Iraks besættelse af Kuwait.

### Sprog
Det officielle sprog er arabisk, skønt engelsk er almindeligt anvendt. En del immigranter taler også deres egne sprog.

### Religion
Islam er statsreligion i landet og den tro, som næsten samtlige kuwaitiske medborgere bekender sig til, 60-70% er sunnimuslimer. På grund af de kølige relationer med det nærliggende Iran, forekommer der social stigmatisering og diskriminering mod den shiamuslimske minoritet.
Det store antal af gæstearbejdere i landet har resulteret i betydelige religiøse minoriteter, hvoraf omkring 600.000 hinduer, 450.000 kristne, 100.000 buddhister og 10.000 sikher. Religionsfriheden er begrænset: kristne, som tilhører samfund anerkendte af regeringen, tillades at forvalte egne gudstjenestesteder, en ret som ikke tilkendes medlemmer af de ikke-abrahamitiske religioner, selv om disse i praksis kan udøve deres religion privat forudsat, at ordensregler og forbuddet mod proselytisme iagttages.

## Historie
Det område, som udgør det nuværende Kuwait, har gennem tiderne været en del af flere stormagter: kalifatet i Bagdad, Det mongolske rige og fra 1600-tallet Det Osmanniske Rige, som inkorporerede kystområdet i Basra-provinsen.
Kuwait har i ældre tider været beboet af flere stammer, som drev handel i forbindelse med søvejen til og fra Indien. Portugisiske søfarere og købmænd, som fulgte Vasco da Gama i 1400-tallet, var de første europæere, som slog sig ned i Kuwait. De første egentlige indbyggere var imidlertid arabiske nomader, som kom 300 år senere og oprettede byen Kuwait, som blev centrum for handelen i Den Persiske Bugt. Allerede i 1700-tallet ernærede befolkningen sig tillige ved at sælge de perler, som man hentede op af Den Persiske Bugt. Perledykkerne udkonkurreredes imidlertid i 1930'erne af den japanske perledyrkning, som da stærkt udvikledes, hvilket gjorde, at Kuwaits økonomi svækkedes. Genom sin naturlige adgang til petroleum, som blev fundet i 1930-erne, er Kuwait imidlertid efter 2. verdenskrig blevet et af de rigeste lande på den Arabiske halvø.
I 1756 blev Kuwait samlet under Al-sabah-slægten. Under den arabiske sheik Sabah 1. bin Jaber blev Kuwait fra 1700-tallet i praksis selvstyrende. Endnu i dag kommer Kuwaits herskere fra huset Sabah, ætlinger til Sabah bin Jaber.
Da osmannerne truede med at skærpe kontrollen over området i 1899 og også tyskerne viste interesser for området, vendte Kuwait sig til Storbritannien for at få støtte og forvandledes der efter i 1914 til et protektorat med høj grad af indre selvstyre frem til den fulde selvstændighed den 19. juni 1961. Selvstændigheden blev bestridt af Irak, som hævdede, at landet tilhørte Irak og truede med invasion, men med britisk støtte kunne dette den gang afværges.
Efter at have været allieret med Irak under Iran-Irak-krigen til krigens slutning i 1988 (i stor udstrækning på grund af et ønske om irakisk beskyttelse mod det shiitiske Iran), blev Kuwait invaderet af Irak i august 1990, og en irakisk guvernør blev indsat. Besættelsen varede i 7 måneder. En af USA ledet FN-alliance indledte den 23. februar 1991 et modangreb og drev de irakiske tropper ud af Kuwait igen i februar 1991 efter blot 4 dages kampe, hvor efter emiren blev genindsat. Denne krig kaldes ofte for Golfkrigen eller Kuwait-krigen.
I 2003 var Kuwait igen udgangspunkt for en massiv militær kampagne, da tusindvis af soldater mobiliserede ved den irakiske grænse forud for den USA-ledede invasion af Irak (Irak-krigen). Flybasen Ahmed Al Jaber Air Base var central i denne sammenhæng.
I 2005 gav Kuwait fulde politiske rettigheder til sine kvindelige indbyggere.

## Politik
Kuwait har mange år haft en emir som statsoverhoved indtil 2006, hvor parlamentet gik over til at udvælge statshovedet. Emiren har sammen med parlamentet den lovgivende magt. Emiren udpeger en statsminister (alle er hidtil kommet fra den regerende slægt). Parlamentet (Majlis al-Umma) består af 50 medlemmer, som vælges i valg hvert fjerde år. På grund af konflikter mellem emiren og parlamentet er det sidst nævnte i flere tilfælde blevet opløst, hvorpå emiren har styret ved hjælp af dekreter, således i december 2011. Både Forfatningsdomstolen og emiren har ret til at opløse parlamentet.
Eftersom kuwaitisk medborgerskab er meget begrænset, er det en minoritet af landets indbyggere, som har mulighed for at stemme ved valg. Andelen fordobledes dog, da Kuwait indførte kvindelig stemmeret i 2005. Siden 2009 har det været muligt for kuwaitiske kvinder at ansøge om pas uden sin mands underskrift.
Ingen politiske partier er tilladt, men man kan godt stille op alene. Kuwait er det GCC-land, hvor man har bedst mulighed for at få politisk indflydelse.
Kuwaits emirfamilie har været under stærkt pres fra USA til at afgive dele af magten efter, at Saddam Hussein blev afsat i 2003.
Emiren af Kuwait, sheik Jaber al-Ahmad al-Sabah, døde 15. januar 2006 efter nogen tids sygdom. Sheik Jaber havde været emir i Kuwait siden 1977, efter først at have været finansminister og der efter statsminister i landet. Han var den 13. emir i et 245 år gammelt dynasti, som har ledet Kuwait.
Regeringen i Kuwait bad parlamentet i Kuwait i januar 2006 om at støtte fjernelsen af den foreslåede emir Sheikh Saad al-Abdullah af helbredsårsager. Konstitutionelt, når regeringen beder om det, må parlamentet stemme 2/3 for at fjerne en emir på grund af helbredet. Hvis en emir bliver stemt ud af parlamentet, vil dette være første gang i Kuwaits historie.
Den aldrende emir Sheikh Saad al-Abdullah al-Sabah sagde den 23. januar 2006, at han ville trække sig til fordel for statsminister Sheikh Sabah al-Ahmad al-Sabah.

## Økonomi
Kuwaits økonomi og eksistens som land er baseret på olie. Landet menes at have 10% af verdens oliereserver liggende i undergrunden. Det har givet landet store rigdomme. Det er også nødvendigt, da næsten alle levnedsmidler importeres på nær fisk. Mulighederne for at drive jordbrug er praktisk talt fraværende.
90% af landets eksportindtægter stammer fra oliesektoren, mens den udgør 70% af statens indtægter. De investeringer, der er gjort, har især været med henblik på at finde endnu uudnyttede olieforekomster, blandt andet i landets nordlige dele.